# José Ramón Balaguer Cabrera
José Ramón Balaguer Cabrera (* 6. Juni 1932 in Santiago de Cuba, Kuba; † 15. Juli 2022 in Segundo Frente) war ein kubanischer Politiker.

## Biografie
Nach dem Schulbesuch studierte er Medizin und beteiligte sich bereits als Student an Streiks und Manifesten gegen Präsident Fulgencio Batista. Das Medizinstudium schloss er mit einer Promotion zum Doktor der Medizin ab.
Im Mai 1957 gehörte er zu den Begleitern des Revolutionärs Frank País in die Sierra Maestra. Er wurde jedoch kurz darauf festgenommen und in das Gefängnis von Boniato verbracht. Nach seiner Freilassung war er 1958 Mitglied der B-Kompanie „Pedro Soto Alba“ sowie der 19. Einheit an der 2. Front „Frank País“ in den von Fidel Castro und Raúl Castro angeführten Rebellentruppen.
Nach dem Ende der Revolution am 1. Januar 1959 blieb er zunächst in den Revolutionären Streitkräften (Fuerzas Armadas Revolucionarias), ehe er danach Mitarbeiter im Gesundheitsministerium (Ministerio de Salud Pública) wurde. 1975 erfolgte seine Wahl zum Mitglied des Zentralkomitees (ZK) der Kommunistischen Partei Kubas (PCC). Zwischen 1976 und 1985 war er Erster Sekretär der PCC in der Provinz Santiago de Cuba und wurde als solcher auch Mitglied des Sekretariats der PCC sowie Mitglied des Politbüros des ZK, aus dem er im April 2011 ausschied.
Balaguer Cabrera war von 2005 bis 2010 Minister für öffentliche Gesundheit im Ministerrat und zugleich Mitglied des Staatsrates. Darüber hinaus war er weiterhin Abgeordneter der Nationalversammlung (Asamblea Nacional del Poder Popular). Er war Leiter der Abteilung für Internationale Beziehungen des Zentralkomitees der PCC.
José Ramón Balaguer Cabrera starb am 15. Juli 2022 im Alter von 90 Jahren. Seine Asche wird im Mausoleum der II. Front in Segundo Frente beigesetzt.